# Mount Sir Alexander
Mount Sir Alexander är ett berg i Kanada.   Det ligger i provinsen British Columbia, i den centrala delen av landet, 3 300 km väster om huvudstaden Ottawa. Toppen på Mount Sir Alexander är 3 242 meter över havet.
Terrängen runt Mount Sir Alexander är bergig åt sydväst, men åt nordost är den kuperad. Mount Sir Alexander är den högsta punkten i trakten. Trakten runt Mount Sir Alexander är nära nog obefolkad, med mindre än två invånare per kvadratkilometer.. Det finns inga samhällen i närheten. 
Trakten runt Mount Sir Alexander består i huvudsak av gräsmarker.